# Lijst van afleveringen van Samson en Marie
Dit is een lijst van de afleveringen van de kinderserie Samson en Marie. Elke aflevering van ongeveer een kleine 5 minuten draait rond de avonturen van Marie en haar bearded collie Samson. Af en toe passeren ook enkele gastfiguren de revue.

## Afleveringen

### Seizoen 1 - Samson & Marie: On the road
| Nr. | Titel                      | Eerste uitzending Vlaanderen | Gastrollen                                  |
| --- | -------------------------- | ---------------------------- | ------------------------------------------- |
| 1   | De hik                     | 28 september 2020            | Geen                                        |
| 2   | Samson in bad              | 28 september 2020            | Geen                                        |
| 3   | Het rode balletje          | 28 september 2020            | Geen                                        |
| 4   | Het griezelverhaal         | 28 september 2020            | Geen                                        |
| 5   | Het ja nee spel            | 29 september 2020            | Geen                                        |
| 6   | Het kaartenhuisje          | 29 september 2020            | Geen                                        |
| 7   | Fluiten                    | 29 september 2020            | Geen                                        |
| 8   | Vlooien                    | 29 september 2020            | Geen                                        |
| 9   | Verstoppertje              | 30 september 2020            | Geen                                        |
| 10  | De mug                     | 30 september 2020            | Geen                                        |
| 11  | Te laat                    | 30 september 2020            | Geen                                        |
| 12  | Samson de poes             | 30 september 2020            | Geen                                        |
| 13  | De weg kwijt               | 1 oktober 2020               | Geen                                        |
| 14  | De suikerspin              | 1 oktober 2020               | Geen                                        |
| 15  | De taart                   | 1 oktober 2020               | Geen                                        |
| 16  | Café Amerika               | 1 oktober 2020               | Geen                                        |
| 17  | De quiz                    | 2 oktober 2020               | Geen                                        |
| 18  | Het klavertje vier         | 2 oktober 2020               | Geen                                        |
| 19  | Samson heeft pijn          | 2 oktober 2020               | Geen                                        |
| 20  | Samson zegt Marie na       | 2 oktober 2020               | Geen                                        |
| 21  | Het busje moet weg         | 14 oktober 2020              | Walter De Donder als meneer de burgemeester |
| 22  | De geheime doos            | 14 oktober 2020              | Geen                                        |
| 23  | Spruitjes                  | 14 oktober 2020              | Geen                                        |
| 24  | Marie op date              | 14 oktober 2020              | Geen                                        |
| 25  | Goed gestemd               | 15 oktober 2020              | Geen                                        |
| 26  | Samson superhond           | 15 oktober 2020              | Geen                                        |
| 27  | Plassen                    | 15 oktober 2020              | Geen                                        |
| 28  | Samson waakhond            | 15 oktober 2020              | Geen                                        |
| 29  | Eendjes vissen             | 16 oktober 2020              | Geen                                        |
| 30  | Marie goochelt             | 16 oktober 2020              | Geen                                        |
| 31  | De vaas                    | 16 oktober 2020              | Walter Baele als Eugène Van Leemhuyzen      |
| 32  | Samson drummer             | 16 oktober 2020              | Geen                                        |
| 33  | Domino                     | 17 oktober 2020              | Geen                                        |
| 34  | Stand up comedy            | 17 oktober 2020              | Geen                                        |
| 35  | Dokter Marie               | 18 oktober 2020              | Geen                                        |
| 36  | Samson onzichtbaar         | 18 oktober 2020              | Geen                                        |
| 37  | Het ei                     | 19 oktober 2020              | Geen                                        |
| 38  | Smuldag                    | 19 oktober 2020              | Geen                                        |
| 39  | Het record                 | 19 oktober 2020              | Geen                                        |
| 40  | De rijke luis              | 19 oktober 2020              | Geen                                        |
| 41  | Het schilderij             | 4 november 2020              | Walter De Donder als meneer de burgemeester |
| 42  | Het groentje               | 5 november 2020              | Geen                                        |
| 43  | Tomaatjes                  | 5 november 2020              | Geen                                        |
| 44  | Frietjes                   | 5 november 2020              | Geen                                        |
| 45  | De videotoespraak          | 6 november 2020              | Walter De Donder als meneer de burgemeester |
| 46  | Het toneel                 | 6 november 2020              | Geen                                        |
| 47  | Wie ben ik?                | 6 november 2020              | Geen                                        |
| 48  | We zijn rijk               | 7 november 2020              | Geen                                        |
| 49  | Het T-shirt                | 7 november 2020              | Geen                                        |
| 50  | De viool                   | 8 november 2020              | Geen                                        |
| 51  | De bom                     | 18 november 2020             | Geen                                        |
| 52  | De magische pen            | 18 november 2020             | Walter Baele als Eugène Van Leemhuyzen      |
| 53  | Andersomdag                | 18 november 2020             | Geen                                        |
| 54  | De rappers                 | 19 november 2020             | Geen                                        |
| 55  | De Miss dorp verkiezing    | 19 november 2020             | Geen                                        |
| 56  | De spierbundel             | 19 november 2020             | Geen                                        |
| 57  | De bodyguard               | 19 november 2020             | Geen                                        |
| 58  | De poppenkast              | 20 november 2020             | Geen                                        |
| 59  | Van Leemhuyzen vlogt       | 20 november 2020             | Walter Baele als Eugène Van Leemhuyzen      |
| 60  | Vogelspotten               | 20 november 2020             | Geen                                        |
| 61  | De gevaarlijke boef        | 20 november 2020             | Geen                                        |
| 62  | Samsondag                  | 21 november 2020             | Geen                                        |
| 63  | Pizza                      | 23 november 2020             | Geen                                        |
| 64  | De vlieg                   | 23 november 2020             | Geen                                        |
| 65  | Samson vermist             | 23 november 2020             | Geen                                        |
| 66  | De burgemeester is jarig   | 23 november 2020             | Walter De Donder als meneer de burgemeester |
| 67  | Het rijbewijs              | 24 november 2020             | Geen                                        |
| 68  | Het medicijn               | 24 november 2020             | Geen                                        |
| 69  | Koningin Marie             | 24 november 2020             | Geen                                        |
| 70  | De tijgers                 | 24 november 2020             | Geen                                        |
| 71  | Marie wellness             | 25 november 2020             | Geen                                        |
| 72  | Marina                     | 25 november 2020             | Geen                                        |
| 73  | Samson speurhond           | 25 november 2020             | Geen                                        |
| 74  | Zelf gebreid               | 26 november 2020             | Walter De Donder als meneer de burgemeester |
| 75  | Een lege maag              | 26 november 2020             | Geen                                        |
| 76  | Gezocht                    | 26 november 2020             | Geen                                        |
| 77  | Romeo en Julia             | 26 november 2020             | Geen                                        |
| 78  | Het tandartsbezoek         | 27 november 2020             | Walter De Donder als meneer de burgemeester |
| 79  | De slimste hond ter wereld | 27 november 2020             | Geen                                        |
| 80  | Het plantje                | 27 november 2020             | Geen                                        |
| 81  | Foppertjesdag              | 9 december 2020              | Walter De Donder als meneer de burgemeester |
| 82  | De pukkel                  | 9 december 2020              | Geen                                        |
| 83  | Simson                     | 9 december 2020              | Geen                                        |
| 84  | Chaos                      | 9 december 2020              | Geen                                        |
| 85  | Babysitten                 | 10 december 2020             | Koen Crucke als Alberto Vermicelli          |
| 86  | Broeden                    | 10 december 2020             | Geen                                        |
| 87  | Het circus                 | 10 december 2020             | Geen                                        |
| 88  | Samson gaat trouwen        | 10 december 2020             | Geen                                        |
| 89  | Drie sterren               | 11 december 2020             | Geen                                        |
| 90  | Prinses Albertia           | 11 december 2020             | Koen Crucke als Alberto Vermicelli          |
| 91  | Het trickshot              | 19 december 2020             | Geen                                        |
| 92  | Tony Trompetti             | 20 december 2020             | Geen                                        |
| 93  | Dag Samson                 | 20 december 2020             | Geen                                        |
| 94  | Het spaghettifestijn       | 21 december 2020             | Koen Crucke als Alberto Vermicelli          |
| 95  | Alberto burgemeester       | 22 december 2020             | Koen Crucke als Alberto Vermicelli          |
| 96  | Regels                     | 22 december 2020             | Geen                                        |
| 97  | Alberto rockster           | 23 december 2020             | Koen Crucke als Alberto Vermicelli          |
| 98  | De allergie                | 23 december 2020             | Geen                                        |
| 99  | De rider                   | 24 december 2020             | Koen Crucke als Alberto Vermicelli          |
| 100 | Het portret                | 24 december 2020             | Geen                                        |
| 101 | Een bril voor Marie        | 25 december 2020             | Geen                                        |
| 102 | Garnalen                   | 25 december 2020             | Walter De Donder als meneer de burgemeester |
| 103 | Schelpjes                  | 26 december 2020             | Geen                                        |
| 104 | Haha                       | 26 december 2020             | Geen                                        |
| 105 | Hypnose                    | 27 december 2020             | Geen                                        |
| 106 | De appel                   | 27 december 2020             | Geen                                        |
| 107 | Niet welkom                | 28 december 2020             | Walter De Donder als meneer de burgemeester |
| 108 | Het mooiste busje          | 28 december 2020             | Walter De Donder als meneer de burgemeester |
| 109 | Herinneringen              | 29 december 2020             | Geen                                        |

### Seizoen 2 - Samson en Marie IJsjestijd
| Nr. | Titel                     | Eerste uitzending Vlaanderen | Gastrollen                                  |
| --- | ------------------------- | ---------------------------- | ------------------------------------------- |
| 1   | De opening                | 1 september 2022             | Walter De Donder als meneer de burgemeester |
| 2   | Milkshakes                | 2 september 2022             | Michiel De Meyer als brandweerman Bill      |
| 3   | Koekjes                   | 3 september 2022             | Martine de Jager als bakkerin Florentine    |
| 4   | Supertombola              | 4 september 2022             | Samir Hassan als turnleraar Tarik           |
| 5   | De tentoonstelling        | 5 september 2022             | Goele De Raedt als kunstenares Trees        |
| 6   | Burgemeester koe          | 6 september 2022             | Walter De Donder als meneer de burgemeester |
| 7   | Geluidsoverlast           | 7 september 2022             | Michiel De Meyer als brandweerman Bill      |
| 8   | De reclamespot            | 8 september 2022             | Martine de Jager als bakkerin Florentine    |
| 9   | De fluitende plant        | 9 september 2022             | Samir Hassan als turnleraar Tarik           |
| 10  | De Franse les             | 10 september 2022            | Walter De Donder als meneer de burgemeester |
| 11  | Bonnetjesdag              | 21 september 2022            | Walter De Donder als meneer de burgemeester |
| 12  | Naar de Tandarts          | 22 september 2022            | Michiel De Meyer als brandweerman Bill      |
| 13  | Perfect mix               | 23 september 2022            | Martine de Jager als bakkerin Florentine    |
| 14  | Turnjuf Marie             | 24 september 2022            | Samir Hassan als turnleraar Tarik           |
| 15  | Samson model              | 25 september 2022            | Goele De Raedt als kunstenares Trees        |
| 16  | Australië                 | 26 september 2022            | Walter De Donder als meneer de burgemeester |
| 17  | Bill jarig                | 27 september 2022            | Michiel De Meyer als brandweerman Bill      |
| 18  | De tekenwedstrijd         | 28 september 2022            | Samir Hassan als turnleraar Tarik           |
| 19  | De ijskampioen            | 29 september 2022            | Samir Hassan als turnleraar Tarik           |
| 20  | De waaier                 | 30 september 2022            | Michiel De Meyer als brandweerman Bill      |
| 21  | Het verknoeide schilderij | 11 oktober 2022              | Goele De Raedt als kunstenares Trees        |
| 22  | De papegaai               | 12 oktober 2022              | Michiel De Meyer als brandweerman Bill      |
| 23  | De verrassing             | 13 oktober 2022              | Martine de Jager als bakkerin Florentine    |
| 24  | De toekomstvoorspelling   | 14 oktober 2022              | Goele De Raedt als kunstenares Trees        |
| 25  | De Gouden Ster            | 15 oktober 2022              | Martine de Jager als bakkerin Florentine    |
| 26  | Knalgroen kiwi ijs        | 16 oktober 2022              | Walter De Donder als meneer de burgemeester |
| 27  | De pepersoep              | 17 oktober 2022              | Michiel De Meyer als brandweerman Bill      |
| 28  | Het krantenartikel        | 18 oktober 2022              | Martine de Jager als bakkerin Florentine    |
| 29  | Delibery-ijs              | 19 oktober 2022              | Samir Hassan als turnleraar Tarik           |
| 30  | Goochelaar Bill           | 20 oktober 2022              | Michiel De Meyer als brandweerman Bill      |
| 31  | Marie manager             | 31 oktober 2022              | Goele De Raedt als kunstenares Trees        |
| 32  | De babyolifant            | 1 november 2022              | Walter De Donder als meneer de burgemeester |
| 33  | De verhuis                | 2 november 2022              | Michiel De Meyer als brandweerman Bill      |
| 34  | Hoog bezoek               | 3 november 2022              | Martine de Jager als bakkerin Florentine    |
| 35  | Fluitje kwijt             | 4 november 2022              | Samir Hassan als turnleraar Tarik           |
| 36  | Gedichtendag              | 5 november 2022              | Goele De Raedt als kunstenares Trees        |
| 37  | Ravotten                  | 6 november 2022              | Martine de Jager als bakkerin Florentine    |
| 38  | Fopjesdag                 | 7 november 2022              | Goele De Raedt als kunstenares Trees        |
| 39  | De inspecteur             | 8 november 2022              | Walter De Donder als meneer de burgemeester |
| 40  | De nieuwe fiets           | 9 november 2022              | Michiel De Meyer als brandweerman Bill      |
| 41  | De boef                   | 20 november 2022             | Martine de Jager als bakkerin Florentine    |
| 42  | Poetsdag                  | 21 november 2022             | Samir Hassan als turnleraar Tarik           |
| 43  | De ring                   | 22 november 2022             | Goele De Raedt als kunstenares Trees        |
| 44  | Luidsprekers              | 23 november 2022             | Walter De Donder als meneer de burgemeester |
| 45  | Keelpijn                  | 24 november 2022             | Michiel De Meyer als brandweerman Bill      |
| 46  | Tango mango               | 25 november 2022             | Martine de Jager als bakkerin Florentine    |
| 47  | De concurrent             | 26 november 2022             | Samir Hassan als turnleraar Tarik           |
| 48  | De ontvoerder             | 27 november 2022             | Goele De Raedt als kunstenares Trees        |
| 49  | De draaikubus             | 28 november 2022             | Michiel De Meyer als brandweerman Bill      |
| 50  | Het leven is een Musical  | 29 november 2022             | Martine de Jager als bakkerin Florentine    |